# Natkabarettens Dronning
Natkabarettens Dronning (originaltitel: Die blaue Laterne (Den Blå Lanterne)) er en tysk stumfilm fra 1918 instrueret af Rudolf Biebrach med skuespillerinden Henny Porten i hovedrollen.
Filmen havde dansk biografpremiere den 26.maj 1919 i biografteatret Kinografen.

## Medvirkende
- Henny Porten som Sabine Steinhardt
- Paul Biensfeldt som Tanzlehrer Schweydam
- Johanna Zimmermann som Ellen
- Gertrude Hoffman som Hilde
- Clara Heinrich som Frau Geheimrat Franzius

## Handling
Danserinden Sabine (spillet af Henny Porten) og hendes søster Ellen har levet et retskaffent liv, indtil en dramatisk begivenhed kaster alt på hovedet: Legationsråd von Guntershausen forfører Sabine og gør hende til sin elskerinde. Efter et stykke tid taber han dog interessen for hende, og også søsteren Ellen frastødes af Sabines moralsk afslappede livsstil. Sabine ender med at arbejde som barpige i en bar kaldet "Die blaue Lanterne".
En dag bliver hun ved et tilfælde skytsengel for rådmand Kurt Franzius' barn, som hun redder fra stor fare. Af kærlighed og taknemmelighed vil Franzius gerne gifte sig med Sabine, men da han hører om Sabines tidligere liv og forføreren Guntershausen, fortryder han. I desperation vil Sabine, der nu er fuldstændig isoleret, forgifte sig selv, men inden da dør hun pludselig af et hjerteanfald.